# Jelizawieta Kuźmienko
Jelizawieta Michajłowna Kuźmienko (ros. Елизавета Михайловна Кузьменко, biał. Лізавета Міхайлаўна Кузменка, Lizawieta Michajłauna Kuzmienka; ur. 18 kwietnia 1987 w Leningradzie) – rosyjska narciarka alpejska reprezentująca Białoruś od 2008 roku, uczestniczka Zimowych Igrzysk Olimpijskich 2010.
Na igrzyskach olimpijskich w Vancouver wystartowała w dwóch konkurencjach alpejskich. W slalomie gigancie zajęła 54. miejsce, a w slalomie nie została sklasyfikowana (nie ukończyła drugiego przejazdu).
W 2009 roku wzięła udział w mistrzostwach świata w Val d’Isère. Została sklasyfikowana tylko w supergigancie (30. miejsce), natomiast w slalomie i slalomie gigancie nie ukończyła pierwszego przejazdu.
W 2005 roku uczestniczyła w mistrzostwach świata juniorów w Bardonecchii, zajmując 63. miejsce w gigancie i 68. w supergigancie. Na rozgrywanych rok później mistrzostwach świata juniorów w Quebecu w slalomie zajęła 30. miejsce. W 2007 roku wzięła udział w zimowej uniwersjadzie. W slalomie gigancie była 39., w supergigancie – 35., a w slalomie nie ukończyła drugiego przejazdu.

## Osiągnięcia

### Igrzyska olimpijskie
| Miejsce | Dzień        | Rok  | Miejscowość | Konkurencja   | Czas biegu | Strata | Zwyciężczyni        |
| ------- | ------------ | ---- | ----------- | ------------- | ---------- | ------ | ------------------- |
| 54.     | 24-25 lutego | 2010 | Vancouver   | slalom gigant | 2:27,11    | 23,78  | Viktoria Rebensburg |
| DNF     | 26 lutego    | 2010 | Vancouver   | slalom        | 1:42,89    | –      | Maria Höfl-Riesch   |

### Mistrzostwa świata
| Miejsce | Dzień     | Rok  | Miejscowość | Konkurencja   | Czas biegu | Strata | Zwyciężczyni      |
| ------- | --------- | ---- | ----------- | ------------- | ---------- | ------ | ----------------- |
| 30.     | 3 lutego  | 2009 | Val d’Isère | supergigant   | 1:20,73    | 9,19   | Lindsey Vonn      |
| DNF     | 12 lutego | 2009 | Val d’Isère | slalom gigant | 2:03,49    | –      | Kathrin Hölzl     |
| DNF     | 14 lutego | 2009 | Val d’Isère | slalom        | 1:51,80    | –      | Maria Höfl-Riesch |

### Mistrzostwa świata juniorów
| Miejsce | Dzień     | Rok  | Miejscowość  | Konkurencja | Czas biegu | Strata | Zwyciężczyni          |
| ------- | --------- | ---- | ------------ | ----------- | ---------- | ------ | --------------------- |
| 68.     | 24 lutego | 2005 | Bardonecchia | Supergigant | 1:26,81    | +9,00  | Andrea Fischbacher    |
| DNF2    | 25 lutego | 2005 | Bardonecchia | Slalom      | 1:23,97    | -      | Šárka Záhrobská       |
| 63.     | 26 lutego | 2005 | Bardonecchia | Gigant      | 2:21,34    | +13,21 | Nadia Fanchini        |
| 30.     | 4 marca   | 2006 | Québec       | Slalom      | 1:37,30    | +8,94  | Maria Pietilä-Holmner |
| DNF     | 5 marca   | 2006 | Québec       | Supergigant | 1:10,96    | -      | Anna Fenninger        |
| DNF1    | 7 marca   | 2006 | Québec       | Gigant      | 2:22,43    | -      | Tina Weirather        |